# Заболотці (Золочівський район)
За́болотці — село в Україні, у Заболотцівській сільській громаді Золочівського району Львівської області. До 2015 орган місцевого самоврядування — Заболотцівська сільська рада, якій були підпорядковані села Заболотці, Великі Переліски, Малі Переліски, Висоцько, Лугове. Населення становить 941 особа.

## Географія
Заболотці — велике село, розташоване обабіч залізничної магістралі Львів-Здолбунів, на території Буго-Стирської рівнини в басейні лівих приток верхнього Стиру. Південно-західною частиною села тече річка Стирець, яка бере свій початок між селами Заболотці та Лугове (колишні Чехи) в урочищі відомому під назвою «На Шеметові». Поблизу залізничної магістралі вливається в Стирець потік Болотце, який витікає з джерела посеред села, плине вздовж залізничного полотна та впадає до ставка в селі Вовковатиця, де об'єднується з правим рукавом Стиру. З півдня, заходу і півночі залягають мочари.
Ґрунти чорноземні з покладами глини та опоки. Ще у XIX столітті, як свідчать архівні дані, на них добре родили пшениця, картопля, жито, ячмінь, хміль.
На південному сході села видніється пагорб «Пташник», висота якого становить 287 м над рівнем моря — це найвища точка в околицях Заболотців.
Неподалік від села розташовані два заповідні урочища — Синичівське і Заболотцівське. Відстань до районного центру становить 17 км, що проходить автошляхом місцевого значення. Відстань до найближчої залізничної станції Заболотці становить 0,5 км.

## Назва
Свою назву «Заболотці» село одержало від місця розташування: здебільшого його облягають низини, які в давнину були досить заболоченими. Про це свідчать й окремі назви околиць «Мочарі», «На калюжах», «Болотце».
Дійшли до наших днів і різні перекази, що пояснюють назву села. Один з них говорить, нібито у ХІІІ столітті, коли орди татаро-монголів плюндрували нашу землю і нищили наш нарід, люди сусідніх околиць втекли за непрохідні на той час болота, оселилися тут, і дали назву селу «Заболотці», що означало «село за болотами». Інші перекази пов'язують назву села із потоком «Болотце».
Можна почути в селі й про те, як більше, ніж півтисячоліття тому, на південний схід від Заболотців було велике село, назви якого ніхто вже не пам'ятає. І спіткало грізне лихо — насунула на село страшна пошесть чи то холери, чи то чуми, яка почала косити людей наче траву. Загинуло село, залишивши для нащадків лише назву «Стогинь», бо стогнала земля, приймаючи щоразу жертву того страшного лиха. Так ось, рятуючись від пошесті, втекли з цього села три чоловіки та оселилися у трьох різних місцях. Перший, чех за національністю, оселився на південному заході, заснувавши село Чехи (від 1946 року — Лугове); другий — на південному сході над джерелом «Кадлуб», та назвали це село «Кадлубищі» (від 1946 року — Лучківці); а третій втік на північний захід за непрохідні болота, заснувавши село «Заболотці».
Котра легенда відповідає дійсності, важко нині перевірити. Однак у Заболотцях кожен зможе показати, де осіли перші поселенці. Це місце — в самій гущавині сільських хат, біля яких з глибини б'є цілюще джерело. Можливо, достовірною є розповідь старожилів про те, що один із перших жителів був на прізвище «Іваник». Кажуть люди, що саме він, втікаючи від татаро-монголів зі своєю дружиною та двома донечками, перейшов за болото та оселившись тут, біля джерела, збудував хатину на тому місці, де нині стоїть вже досить старенька Іванишина хата. Як факт — збереглися в селі відповідні назви урочищ: куток біля джерела називається Іваники, а джерело — Іванишина криниця. Дбайливі руки нині заново упорядкували місце коло джерела, обнесли будовою криницю і освятили фігуру Івана Хрестителя, а щороку набирають мешканці села з цієї криниці освячену йорданську воду.

## Історія
В історичних писемних джерелах село під такою ж назвою вперше згадується 1494 року у зв'язку з розмежуванням володінь панів Яна та Петра Олеських. Втім, археологічні знахідки свідчать про заселення території села ще у XII-XIII століттях.
У податковому реєстрі 1515 року село документується для обслуговування замку.
У 1648 році, як свідчать архівні матеріали, село зазнало значних руйнувань та людських втрат. Один з документів, датований 30 липнем 1649 року, описує присягу жителів села, що залишилися живими, про те, що вони не можуть сплатити податків, бо «село зруйноване, частина мешканців 29 травня 1648 року загинула в бою, а частина потрапила у полон».
Заболотці згадуються також у перших поземельних кадастрах Галичини — Йосифінській (1785-1788) та Францисканській (1819-1820) метриках. Так до 1789 року село належало до домінії в Олеську та Бродівського циркулу, від 1789 року Заболотці входили вже до складу Золочівського циркулу.
У 1890 році в селі та присілках Переліск і Волковатище мешкало 1482 особи, з них: 1349 — греко-католики, 110 — римо-католики та 104 — юдеї або ж 1342 — русинів (українців), 206 — поляків та 9 — німців.
«Село Заболотцї є останною зелїзничою стацею перед Бродами. Отсе село і сусідне село Чехи належали до найбільше загорілих моcквофἰльcькux сїл в Брідщинї. З тих сїл вийшли звісні проводирі кацапἰв: Нечаї і Черняки. Паpox в Заболотцях Юстин Сухаровський був також одним із головних подвижників моcквофἰльcтва в Брідщинї. Ще кілька лїт перед війною отсї села робили заходи коло основаня pоcἰйcької православної парохiї. Дїти тамошних моcквофἰльcькux дїячів учили ся на кошт pоcἰйcького правительства у школах в Pоcἰї». З листа Євки Процай (зі села Заболотцї, пов. Броди) до свого мужа Павла Процая, 1027 3-тa Аве., H.E., Міннеаполїс, Мінн. Лист писаний 19 грудня 1915 p.: «Μоcкалї спалили нам обійстє, викорчували цїлий сад і викопали глибокий рів, котрим пустили зелїзницю. Спалили також Нухимове обійстє, нову почту, зелїзничий дворець і коршму "на веселій". Хотїли ще і церкву спалити, але нарід з великим плачем та просьбою ледви їх упросив… Тепер доперва видїла я, що то є Μоcкалї. Се гірше худобини. Μоcкалї допускали ся таких варварств, що аж соромно собі представити. Мстили ся, як могли. He бояли ся нї людий нї Бога. … Μоcкалї позабирали богато дївчат та жінок у Pоcἰю. He знати, що з ними бідними станеть ся. Чи повернуть вони коли, чи нї.»
За Польщі в селі діяла філія руханково-пожарного товариства «Луг», незмінним головою якого був Роман Дашкевич, чоловік Олени Степанів-Дашкевич. Керівниками окремих груп були досить відомі в окрузі люди. Для виховання молоді «Луг» мав велике значення, оскільки був статутно не лише руханково-спортивним товариством, але проводив фактично військову підготовку серед своїх членів.
«Луг» перебрав на себе місію і традицію Українського Січового Стрілецтва та вірить, що доведе її до позитивного та успішного кінця…
Усвідомлення, що «Луг» є зав'язком майбутньої української армії, прихиляє до нього симпатії свідомої селянської молоді. Члени товариства «Луг», через який перейшло багато заболотцівських юнаків і дівчат, розуміли тоді, що «людина, щоб могла з користю працювати для добра нації, мусить бути здорова, сильна, метка, відважна, підприємлива».
Після окупації Галичини Червоною армією, у вересні 1939 року Заболотцівський революційний комітет очолив місцевий комуніст Кожан О.. У 1940—1941 та 1944—1959 роках село було адміністративним центром Заболотцівського району, що у березні 1959 році був ліквідований, а його населені пункти увійшли до складу Бродівського району.
У повоєнний час, а саме у період 1944—1951 років, в околицях села активно діяли підрозділи УПА. Так, у ніч на 27 квітня 1945 року підвідділ сотні «Дружинники ІІІ» куреню золочівської округи «22» здійснили стрімкий напад на тодішній районний центр Заболотці. Після знищення блокпосту на в'їзді у село, було знищено також поштову управу та обстріляно будівлі райвідділів НКВС, МГБ та в'язниці. Під час бою було знищено 29 осіб з числа військової залоги, у тому числі й начальник райвідділу НКВС, багато поранених, а також здобуто численних трофеїв.
Інколи перестрілки відбувалися й поміж групами місцевого райвідділу МГБ. Так, взимку 1947 року на хуторі Шеметів, села Заболотці, мвдистами була пограбована хата селянки Шеметівської Параскевії. Під час пограбування пострілом у голову вбили 70-літню бабусю, яка не хотіла віддати свого кожуха, у якому була одягнена. Застріливши її, бандити здерли з неї кожух. Скінчивши грабити, почали ладувати все на підводи. У цей час від села Кадлубиська до Заболотців поверталася інша група мвдистів. Грабіжники почали втікати, ті, що проходили повз хату, прийняли їх за упівців та почали стріляти, при чому двох з них вбили. Ранених забрали в район, а справу із пограбування та смерті місцевої мешканки навіть не відкрили.
За радянських часів в селі діяв колгосп ім. Чапаєва, що спеціалізувався на вирощуванні зернових та технічних культур.
У липні 1992 року в Заболотцях відбулося перепоховання останків воїнів УПА.
Нині в селі діють КНП «Заболотцівська сільська лікарня» (керівник Мартин Оксана Петрівна), Народний дім «Просвіта» (керівник Сало Ганна Іванівна), аптека, ОНЗ «Заболотцівський заклад загальної середньої освіти І-ІІІ ступенів» (директор Стрехалюк Марія Іванівна), Заболотцівський дошкільний навчальний заклад (директор Черніховська Галина Степанівна)., а також у Заболотцях діє геріатричний заклад, що займається профілактикою та лікуванням хвороб старечого віку.
2008 року у селі реалізували проект з покращення пасовищ за підтримки канадського агентства з міжнародного розвитку СІДА. Спочатку це викликало лише негативні емоції у селян, але люди почали виходити на пасовища, викорчовували кущі, підживлювали землю спеціальними добривами, огородили територію. Невдовзі 28 гектарів пасовищ привели до ладу та встановили на них електропастухи. Згодом був створений сільськогосподарський обслуговуючий кооператив «Покрова», що займається заготівлею, охолодженням та реалізацією молока.
7 липня 2015 року утворена Заболотцівська сільська об'єднана територіальна громада, до складу якої увійшло с. Руда-Брідська.
12 червня 2020 року, відповідно до розпорядження Кабінету Міністрів України № 718-р «Про визначення адміністративних центрів та затвердження територій територіальних громад Львівської області», село увійшло до складу Заболотцівської сільської громади.
19 липня 2020 року, в результаті адміністративно-територіальної реформи та ліквідації Бродівського району, село увійшло до складу новоствореного Золочівського району.

## Пам'ятки
Церква Собору Пресвятої Богородиці 

Пам'ятка архітектури національного значення № 347

Дерев'яна церква Собору Пресвятої Богородиці, була споруджена 1746 році на місці храму, спаленого татарами у 1648 році під час національно-визвольної війни українського народу під проводом Б. Хмельницького. Церква дерев'яна, тризрубна триверха, орієнтована вівтарем на південний схід. До прямокутної в плані нави зі сходу прилягає гранчастий вівтар з прибудованою до північної стіни ризницею, а від заходу — бабинець з рівношироким присінком. Церква оточена піддашшям на приставних кронштейнах. Стіни вертикально шальовані дошками та лиштвами. В цілому храм Собору Пресвятої Богородиці є характерним твором народної архітектура галицької школи. У 1867 році бані церкви були покриті оцинкованим залізом, розписані стіни інтер'єру, а у 1933 році — оновлений монументальний розпис святині. Нині церква Собору Пресвятої Богородиці занесена до реєстру пам'яток архітектури національного значення та охороняється Законом України.
При церкві існувала греко-католицька парафія, що тривалий час належала до Олеського деканату. 23 червня 1919 році мученицькою смертю загинув тодішній парох Заболотців о. Юстин Сухаровський, забитий до смерті кольбами польськими вояками.
Після першої світової війни парохом Заболотців був о. Іван Степанів. Від 1935 року завідателем парафії був о. Іван Мацієвич, а наприкінці 1930-х років — о. Григорій Микитюк, колишній парох Гаїв Старобрідських (нині — с. Гаї), пізніше засланого більшовиками до Сибіру. Далі список служителів церкви продовжують оо. Гарвасюк, Стасюк, Кточняк, Костюк. Тут історія церкви переривається, бо у 1964 році храм офіційно було зачинено. Храм неодноразово потерпав від підпалів, і будівля в швидкім часі прийшла в повне запустіння. Виникла загроза її цілковитого знищення. І лише у 1989 році оновлений храм відчинив свої двері перед парафіянами. Задзвонили нові дзвони. Було повернуто низку церковних реліквій, але частина з них пропала назавжди. Серед них — рідкісне рукописне Євангеліє, датоване ХІІІ століттям. Відправляти в церкві почав о. Степан Горбовий. Від 1991 року на парафії душпастирювали: о. Ігор Балук, о. Іван Мацієвич, о. Григорій Микитюк, о. Гаврилюк, о. Стасюк, о. Стогняк, о. Петро Настюк.
З 2015 року перебуває на реставрації
Церква Успіння Пресвятої Богородиці. За о. Петра Мелешка було посвячено місце під будову майбутньої церкви, а у 1997—1999 роках при о. Іванові Пігурі заклали фундамент під майбутній храм. Спорудження церкви тривало 13 років та було довершено при теперішньому настоятелі храму о. Ігорові Балуку. 29 серпня 2010 року владика, єпископ Сокальсько-Жовківський Української Греко-Католицької Церкви Михаїл Колтун здійснив «Чин освячення храму» на честь Успіння Пресвятої Богородиці.
Фігура Святого Івана Хрестителя. Колись біля джерела Кіндрат Швайка встановив фігуру Івана Хрестителя. У радянський час проводилася активна антирелігійна компанія, яка не оминула й Заболотців. Так, одного дня фігура святого зникла. Але, чи то боячись кари Божої, чи людського прокляття, виконавці чужої волі не знищили її, а вивезли та залишили на сільському цвинтарі. Так в бурянах простояла фігура не одне десятиліття і лише у 1987 році була повернута на своє місце.
Могила. В околиці «На Шеметові» є насипний курган-могила, у якому згідно з переказами поховано заболотчан, полеглих у битві з татарами.
Фігура на честь скасування панщини 1848 року
У 1848 році було скасована панщина у Австро-Угорщині, у пам'ять про подію в селі встановили та освятили фігуру. Первісний пам'ятник не зберігся, проте на цьому місці у 1992 році була встановлена та освячена нова фігура присвячена цій значній історичній події.

## Відомі люди
Історія села пов'язана з родиною Степанів. У 1918-1935 роках парохом Заболотців був о. Іван Степанів, батько хорунжої УСС Олени Степанів-Дашкевич та сотника УГА Ананія Степаніва. На сільському цвинтарі поховано сотника українського стрілецтва Ананія Степаніва, а на його пам'ятнику викарбувані слова «Не посоромив землі української», що своїм глибоким змістом змушують задумуватись над прожитим та майбутнім.
В селі народився український радянський діяч, член ЦК КПЗУ, голова Щирецького райвиконкому Львівської області, депутат Верховної Ради УРСР 2-го скликання Олексій Кожан.

## Галерея

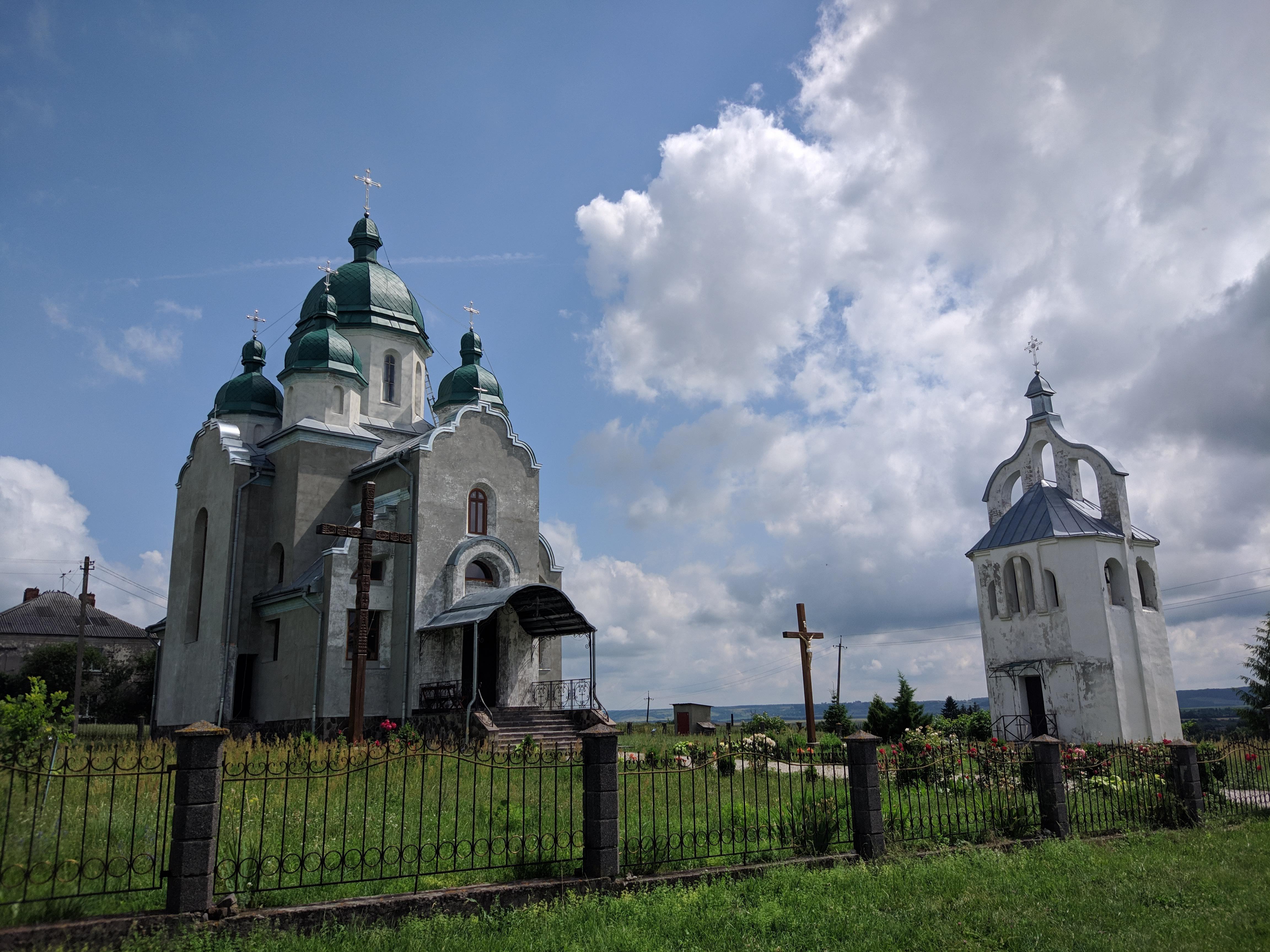
Церква Успіння Пресвятої Богородиці
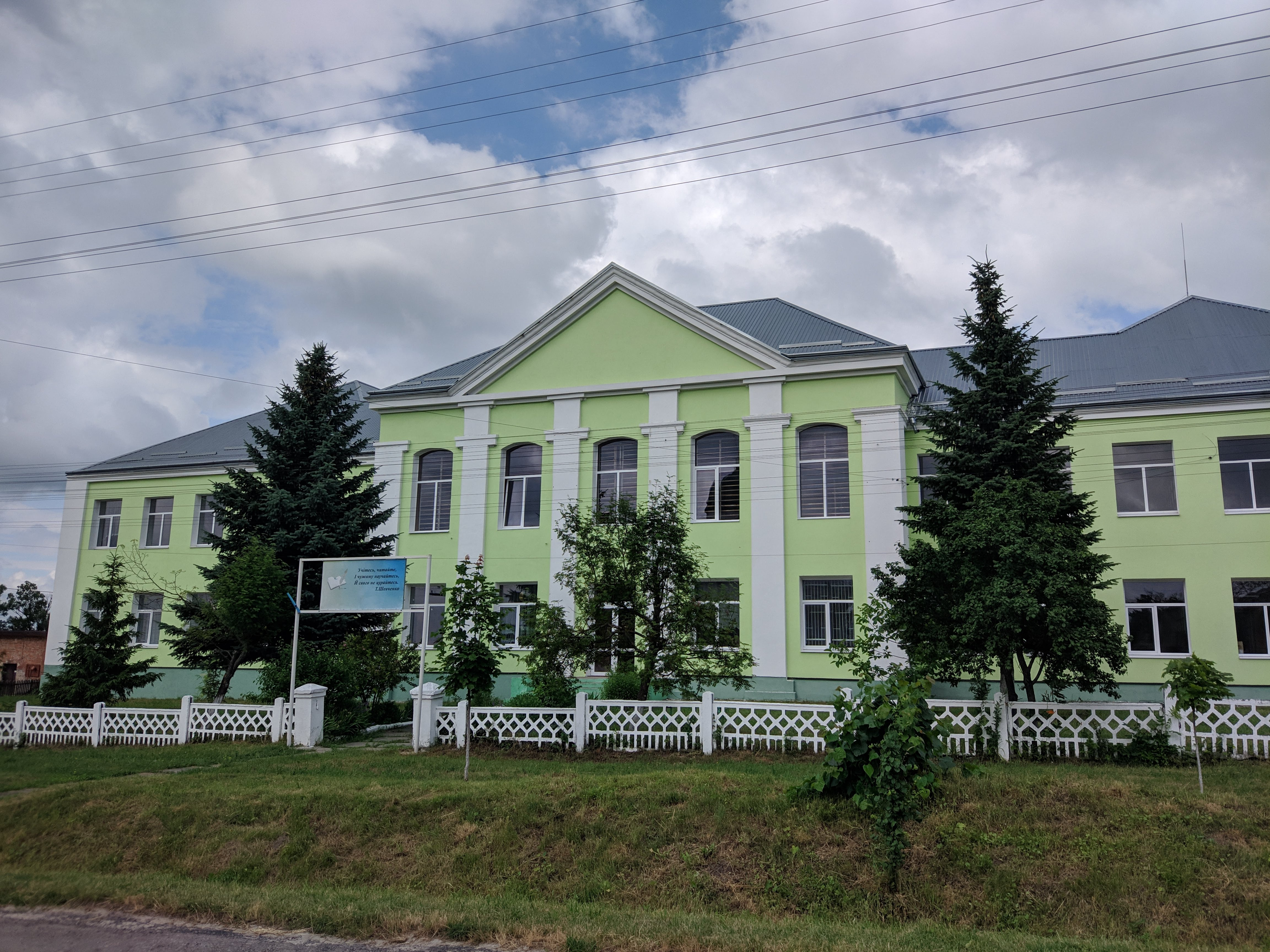
Заболотцівська СЗОШ І-ІІІ ступенів
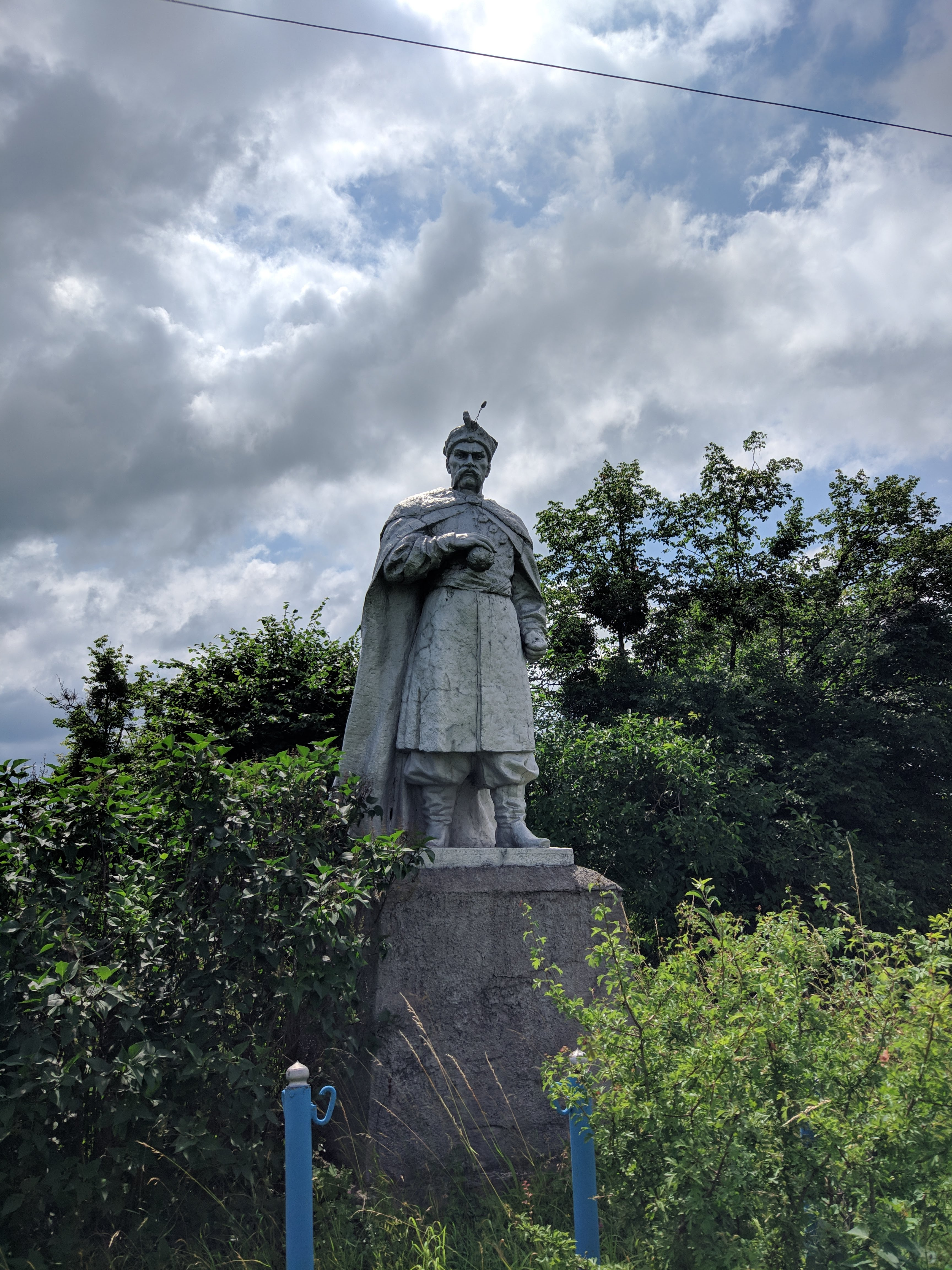
Пам'ятник Богдану Хмельницькому
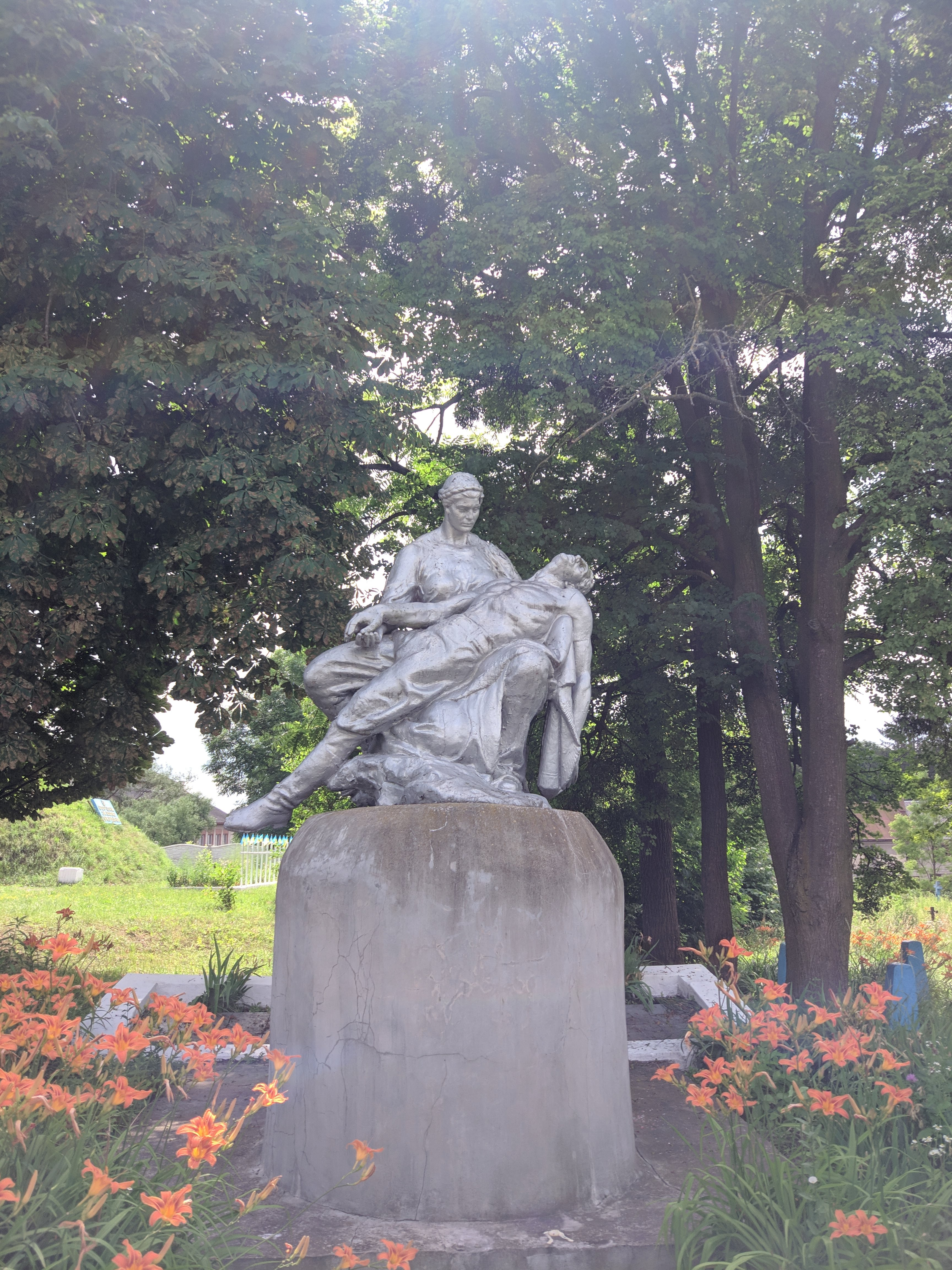
Пам'ятник полеглим радянським військовим
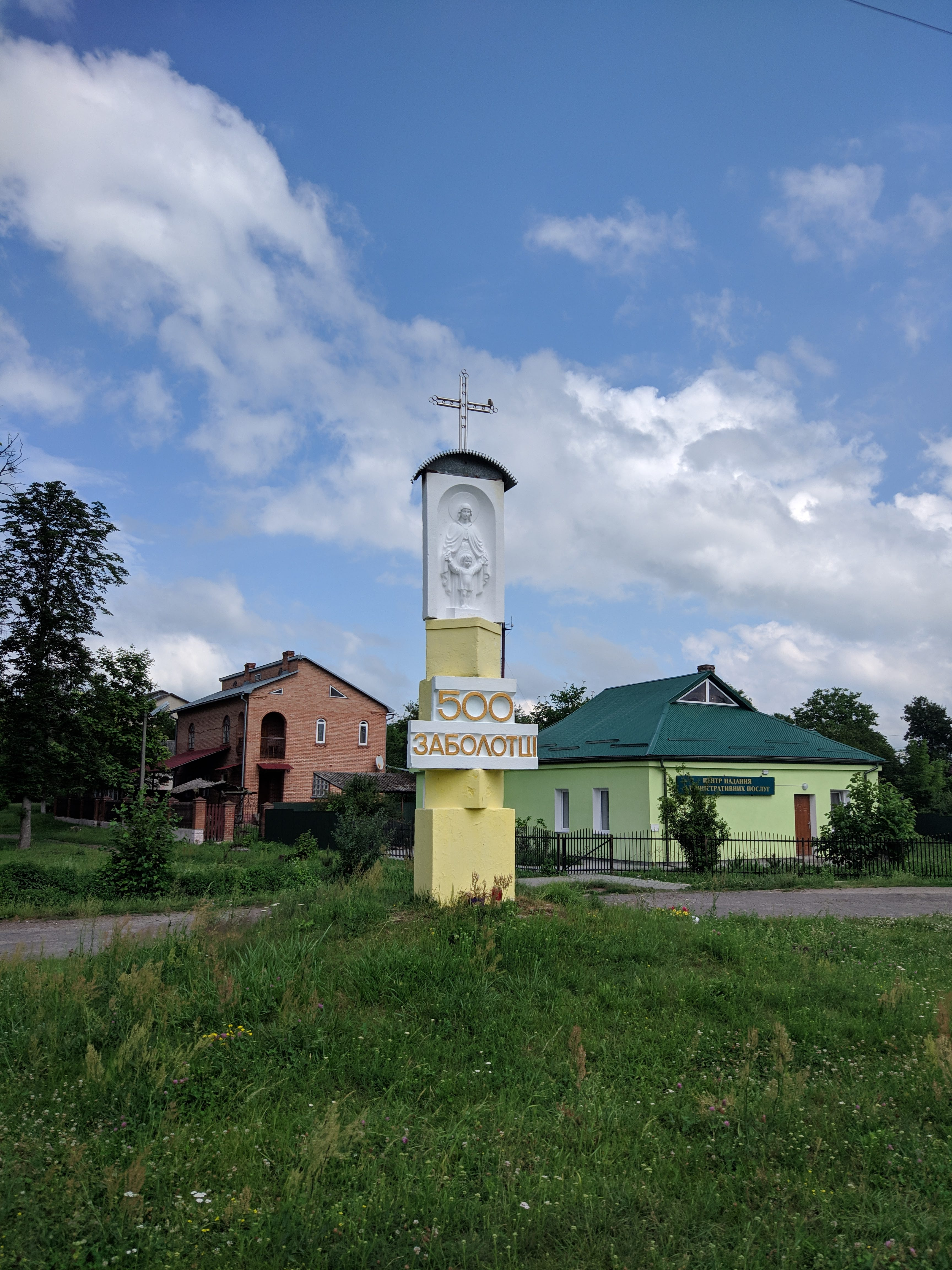
Пам'ятний знак «Заболотці — 500 років»
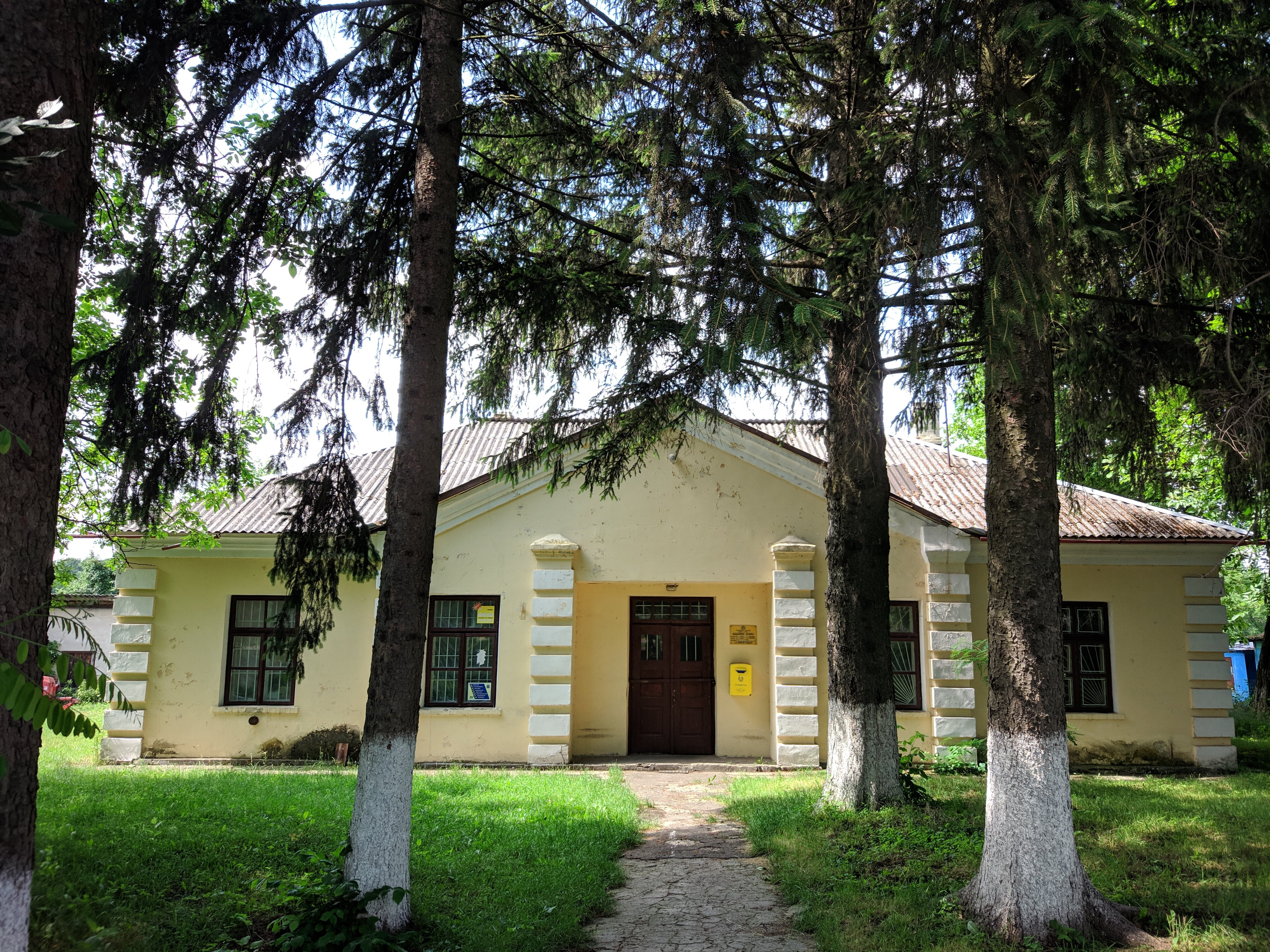
Заболотці. Поштове відділення